# 栄町 (春日部市)
栄町（さかえちょう）は、埼玉県春日部市の町丁。現行行政地名は栄町一丁目から栄町三丁目。住居表示未実施地区。郵便番号は344-0058。

## 地理
埼玉県の東部地域で、春日部市北西部の沖積平野に位置する地区である。地区の多くが氾濫平野上に位置し、東部の一部には後背湿地上にある。南西部には自然堤防由来の微高地もある。
東側で梅田、南側で南栄町、西側から北側にかけて内牧と隣接する。また、南東側では対角線上に浜川戸が位置する。南側の境界線上を古隅田川が、東側の概ね境界線上をその支流の梅田落が流れる。
地内は全域が市街化区域で、主に第一種中高層住居専用地域（通り沿いなど一部で第一種住居地域、第二種住居地域、第二種中高層住居専用地域）に指定された区画整理された住宅地で、戸建ての住宅が立ち並ぶ。

### 地価
住宅地の地価は、2024年（令和6年）の公示地価によれば、栄町2丁目152番地2の地点で8万3,500円/m2となっている。

## 歴史
- 1980年（昭和55年）3月12日 - 内牧第二土地区画整理事業の完成により換地処分を実施[8]、大字内牧、大字梅田、粕壁の各一部より栄町一丁目 - 三丁目が成立[9]。
- 2005年（平成17年）10月1日 - 春日部市が北葛飾郡庄和町と合併し、新たな春日部市が発足、同市の町丁となる。

## 世帯数と人口
2024年（令和6年）1月1日時点の世帯数と人口は、以下のとおりである。
| 丁目       | 世帯数    | 人口    |
| ---------- | --------- | ------- |
| 栄町一丁目 | 1,091世帯 | 2,197人 |
| 栄町二丁目 | 628世帯   | 1,321人 |
| 栄町三丁目 | 782世帯   | 1,637人 |
| 計         | 2,501世帯 | 5,155人 |

## 小・中学校の学区
市立小・中学校に通う場合、学区は以下の通りとなる。
| 丁目       | 番地 | 小学校               | 中学校                 |
| ---------- | ---- | -------------------- | ---------------------- |
| 栄町一丁目 | 全域 | 春日部市立内牧小学校 | 春日部市立春日部中学校 |
| 栄町二丁目 | 全域 | 春日部市立内牧小学校 | 春日部市立春日部中学校 |
| 栄町三丁目 | 全域 | 春日部市立内牧小学校 | 春日部市立春日部中学校 |

## 交通
地内に鉄道は敷設されていない。最寄り駅は東武鉄道伊勢崎線（東武スカイツリーライン）北春日部駅で、栄町2丁目152番地2の地点からおよそ1,300 m、栄町3丁目119番地5の地点からおよそ1,000 mそれぞれ離れている。

### 道路
- 国道16号岩槻春日部バイパス - 古隅田橋の外回り線側の歩道が僅かに栄町の区域に掛かる
- 埼玉県道78号春日部菖蒲線
- かえで通り

### バス
朝日自動車杉戸営業所
- 春日部駅西口〜南栄町〜春日部エミナース線（系統番号：KB34 - KB35）
地内に「栄橋」・「栄町会館入口」・「栄町三丁目」停留所が設置されている[11]。

春日部市コミュニティバス「春バス」
地区内を縦貫・巡回する路線は設定されていない。以前は「豊春駅・内牧・北春日部駅ルート」が設定され、地内に「谷中公園入口」・「栄町会館入口」・「塚内公園入口」停留所が設置されていたが、2024年（令和6年）1月3日限りで廃止された（詳細は当該項目を参照）。

## 施設
- 春日部栄町郵便局
- 春日部市立第七保育所
- 内牧幼稚園
- 内牧栄町会館
- 管工事会館（栄町1丁目53）
- 深町公園 - 市の一時避難所に指定
- 深町第二公園
- 深町第三公園
- 谷中公園 - 市の一時避難所に指定
- 塚内公園